# Ромфея
Ромфея (др.-греч. ῥομφαία, лат. rhomphaea, rumpia) — использовавшийся древними фракийцами железный двуручный меч с длинной рукоятью и однолезвийным, прямым или слегка изогнутым, как у косы, клинком, из-за чего можно считать ее саблей. Ранние авторы определяли ромфею также в качестве копья, но сейчас можно считать очевидным, что это был длинный режущий и колющий меч. Тем не менее, эта точка зрения всё же оспаривается некоторыми историками, не считающими ромфею мечом.
Считается, что этот вид оружия появился и развился во Фракии, во второй половине первого тысячелетия до н. э., после ряда изменений и нововведений. Согласно Колеву, местом изобретения и первоначального использования являлась территория, заселённая фракийским племенем бессов, практиковавших со времён ранней античности добычу руды и кузнечное ремесло.
По мнению Яна Хийта, опирающегося на свидетельство Михаила Пселла, ромфея использовалась и народом варягов, но это мнение является спорным, и вероятно является результатом неправильного перевода с греческого.
В первых веках до нашей эры, слово ρομφαία в древнегреческом стало нарицательным для всех одноручных и двуручных мечей, в таком значение оно сохранилось и в раннехристанской литературе. Ромфея использовалась с 400 г. до н. э., до конца римской эпохи (как специфическое оружие фракийских подразделений).

## Конструкция и внешний вид
Ромфея изготавливалась из многократно прокованного и сложенного железа. Состоит из двух основных частей — клинка и длинной рукояти без гарды. В основании клинка часто имелось кольцо, служащее для подвешивания и ношения. Общая длина оружия составляет около 120—140 см или больше, в зависимости от роста владельца, из них 40—60 см приходится на рукоять. Несмотря на большую длину, оружие было достаточно лёгким для использования одной рукой.
Рукоять длинная и тонкая, состоит из двух частей: нижней и верхней. Нижняя состоит из дерева шириной около 2 см, скреплённая железом, верхняя только из дерева, покрытого кожей.

Длинный, однолезвийный клинок постепенно сужается к острию, поперечное сечение треугольное. У одних образцов он почти прямой, у других серповидно изогнутый. Обух часто декорирован.

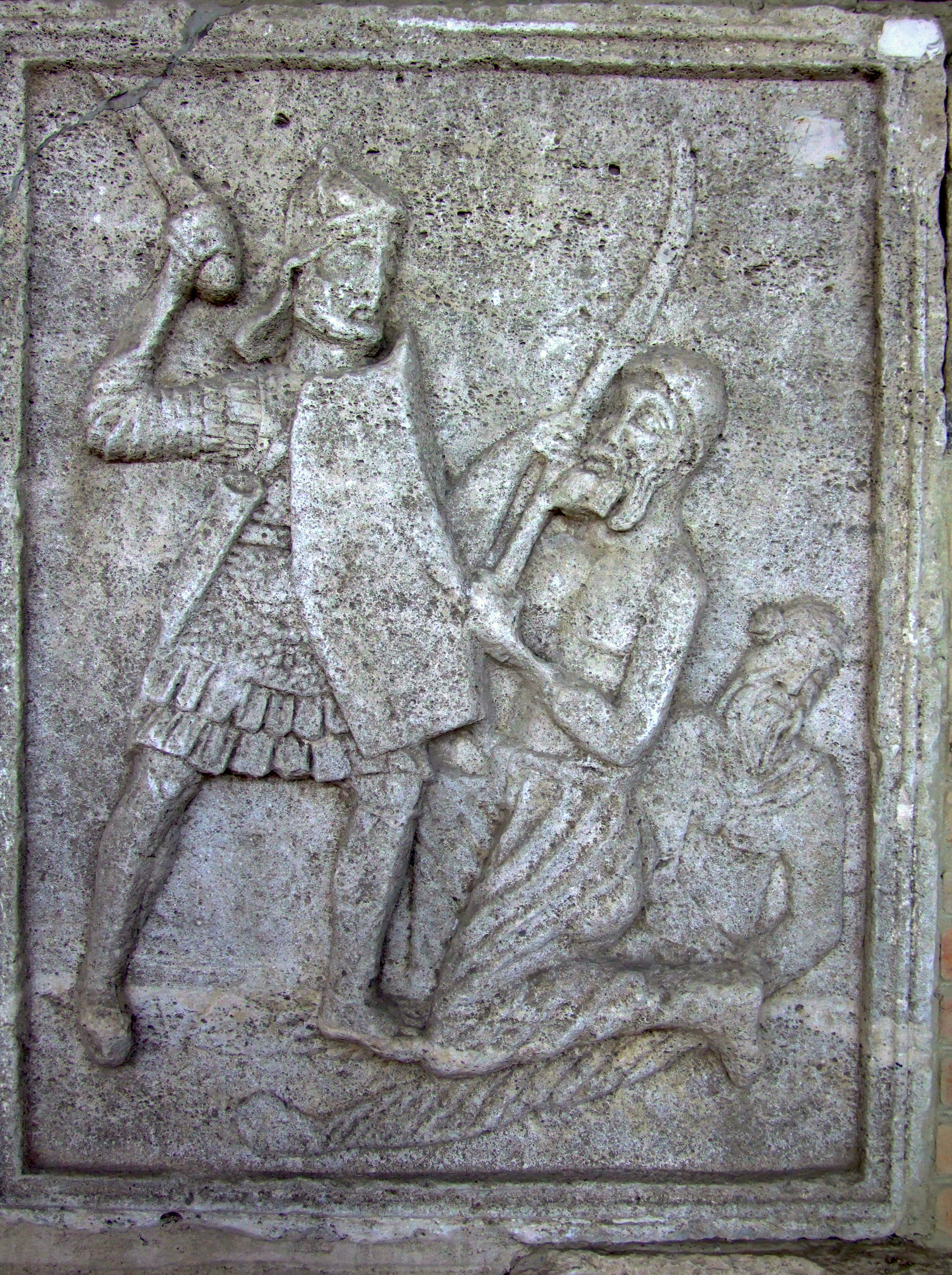
Легионер с сегментированной маникой и дакийский воин с фальксом. Метопа XX рельефа монумента «Трофей Траяна» Адамклиси (Румыния)

Похожее на ромфею оружие, под названием фалькс, использовали даки. Основное отличие заключалось в степени изгиба клинка: у ромфеи клинок прямой или слегка изогнутый, у фалькса же сильно изогнутый.

## Использование
Ромфея являлась традиционным холодным оружием и важной составной частью экипировки фракийских тяжёлых пехотинцев, однако, возможно, она использовалась и всадниками. Меч можно было применять как для атаки, так и для защиты, в связи с его способностью колоть и рубить. Источники сообщают, что ромфея носилась со щитом и двумя дротиками, но во фракийских гробницах щиты не обнаруживаются, а у воина имелся мощный доспех и шлем.
Если верить античным источникам, ромфею использовали вместе со щитом наподобие копья, хотя это было неудобно и малофункционально. В нападении она применялась как двуручный меч.

## Ромфея в исторических источниках
Наиболее раннее упоминание ромфеи связано с битвой при Гидаспе в 326 году до н. э., во время индийского похода Александра. Римский историк Квинт Курций Руф в своей «Истории Александра Великого» описывал как фракийская пехота эффективно отсекала большими мечами хоботы боевых слонов царя Пора.
Следующим ромфею упомянул Тит Ливий, рассказывая о сражении между римлянами и македонянами в 197 году до н. э., незадолго до битвы при Киноскефалах.
Весь этот район порос лесом, что создавало большие неудобства для македонской фаланги, а фракийцы даже не могли использовать свои румпии из-за густо переплетающихся ветвей деревьев.
Потом Ливий упоминает, как в 172 году до н. э., во время битвы при Каллинике фракийцы из армии Персея, возглавляемые царём Котисом, атаковали ромфеями коней римлян.
Наиболее известное упоминание о ромфеях принадлежит Плутарху, в связи с важным сражением при Пидне (168 год до н. э.). В «Жизнеописании Эмилия Павла» он пишет:
Впереди шли фракийцы… с ярко блиставшими щитами, в сияющих поножах, одетые в чёрные хитоны, они потрясали тяжёлыми железными мечами, вздымавшимися прямо вверх над правым плечом
В 52 году, Цицерон в своей судебной речи «В защиту милосердия», упомянул, что Клодий был ранен в плечо «фракийским мечом румпия» гладиатором по имени Бирия.
В произведении «Аттические ночи» Авла Геллия, описано, что во время битвы при Магнезии фракийские воины, вооружённые ромфеями, охраняли римский обоз.
Ромфея также упоминается в оригинальном греческом тексте Нового Завета, в «Евангелии от Луки, II, 35», хотя, как указывалось выше, в данный период термин использовался фактически для обозначения мечей вообще. В русском синодальном переводе в данном месте текста использовано слово оружие:

и Тебе Самой оружие пройдёт душу, — да откроются помышления многих сердец.
Оригинальный текст (греч.)καὶ σοῦ δὲ αὐτῆς τὴν ψυχὴν διελεύσεται ῥομφαία, ὅπως ἂν ἀποκαλυφθῶσιν ἐκ πολλῶν καρδιῶν διαλογισμοί.

## Археологические находки
Все известные находки ромфей датируются периодом с середины IV до начала III века до н. э.:
- село Кочан. Оружие найдено в каменной гробнице. Общая длина составляет 128 см, в последние 52 см меч имеет почти прямоугольную форму. Длина клинка 76 см, ширина — 4 см. Имеется два дола и остатки железного кольца в основании клинка. Датировка: IV до н. э.[1]
- село Сатовча. Ромфея найдена в открытой каменной могиле и сильно корродирована. Длина сохранившейся части составляет 83 см, из них 78 см — длина рукояти. Вместе с ней найдены бронзовый шлем фракийского типа, бронзовые доспехи, две бронзовые фибулы, железные цепи, короткий и широкий железный меч и керамика. Датировка: IV век до н. э.[4]
- село Дебрен. Определено археологами как тонкий железный меч. Найдена вместе с бронзовым фракийским шлемом. Датировка: IV век до н. э.[4]
- Разлог. Меч найден в каменном гробу, в правой части и сильно повреждён. Длина сохранившейся части составляет 110 см, ширина — 2,2 см. Вместе с ним найдены шесть бронзовых торквеса, фибула с билатеральной спиралью и спиральный перстень. Датировка: III—II век до н. э.[4]
- село Плетена. Оружие найдено в каменном гробу, большая часть клинка отсутствует. Длина сохранившейся части 115 см, длина рукояти 38 см. Вместе с ним обнаружены железный фракийский шлем, бронзовые поножи и шесть бронзовых торквеса. Датировка: конец IV века до н. э. — первая половина III века до н. э.[4]
- село Руен. Ромфея найдена в каменной гробнице, открытой сверху. Общая длина 137 см, рукояти — 53 см. В задней части клинка имеется круглое отверстие, возле обуха есть дол. Датировка: III—II века до н. э.[4]
- село Червен. Сохранившаяся длина 145 см, ширина клинка 2,5 см, длина рукояти 58 см. Верх и часть рукояти повреждены. На конце клинка и в начале рукояти имеет круглое отверстие. Датировка: III—II века до н. э.[4]
- Асенова крепость. Меч сильно поврежден — конец обломан, рукоять расщеплена на две части. Длина сохранившейся части составляет 128 см, рукояти, имеющей на конце два отверстия — 52 см. В самой широкой части клинка имеется круглое отверстие. Датировка: III—II века до н. э.[4]
- село Цар-Калоян. Меч найден в каменной гробнице. Находка определена как железное копьё, заточенное с одной стороны. Длина сохранившейся части 117 см, рукояти 63 см. Имеются два отверстия на конце рукояти и два железных кольца в основании клинка. Вместе с ним найдены керамика, бронзовый торквес, бронзовая фибула и браслет, наконечник копья. Датировка: III—I века до н. э.[4]
- село Брестовица. Меч найден в каменной гробнице, разломлен на три фрагмента. Ширина клинка около 3 см. Датировка: IV век до н. э.[4]
- село Забырдо. Ромфея найдена в пещере. Общая длина 147 см, рукояти 58 см, клинок изогнут. Имеются два отверстия на конце рукояти и в нижней части клинка. Вероятная датировка: III—I века до н. э.[4]